# عبد الرحيم منصور
عبد الرحيم منصور (15 يونيو 1941 - 28 يوليو 1984) شاعر غنائي مصري.

## نشأته
من مواليد مدينة قنا بمصر، تغنى بأغانيه مغنيين مشاهير مثل محمد منير وأحمد منيب ونجاة الصغيرة.ولد الشاعر عبد الرحيم منصور في دندرة بندر قنا. تعتبر نشأته أكبر مؤثر في كتاباته عندما كانت أم الشاعر تلقى إنشادات أمام الفرن لتضيع الوقت. ولم تكن تدرى أنها تعطى ابنها جواز السفر ليرتحل عنها فور أن يشب عن الطوق، ثم يرتحل عنها إلى الأبد. وبالفعل ما كاد عبد الرحيم يشب عن الطوق، حتى كانت بذور الشعر التي زرعتها فيه أمه قد بدأت تظهر، وتحاول الخروج. وهكذا حرضته موسيقى الشعر للرحيل عن قريته بحثا عن حلمه.

## حياته
كانت بداية اكتشافه على يد الكاتب لويس جريس، وذلك أثناء جولته في الجنوب المصري لاكتشاف المواهب لتقديمها في مجلة صباح الخير، تحت عنوان «المعذبين بالفن» وعثر أثناء جولته على الشاعر عبد الرحيم منصور، الذي يكتب بالعامية. بدأ عبد الرحيم منصور مع مجدي نجيب وعبد الرحمن الأبنودي وسيد حجاب في بث أشعارهم العامية عبر الإذاعة؛ وكان الناس يعشقون هذا النوع من الشعر، الذي أصبح على كل لسان وخصوصاً البسطاء، لأنه كان يستخدم لغة حياتهم اليومية، التي تشكل تعاملاتهم ومشاعرهم، وأيضاً لأن اللغة كانت متواصلة مع الموروث الشعبي الملئ بالمواويل والملاحم الشعبية، التي رسمت الحياة الاجتماعية في مصر على مر العصور.
كتب عبد الرحيم ديوانه الأول «الرقص ع الحصى» في أواخر الستينات، ونشره على حسابه الخاص. ولأنه لم يهتم كثيراً بالدواوين فلم تنشر باقي دواوينه. قدم مع بليغ حمدي وقتها الكثير من الأغاني لكبار المطربين والمطربات. وبرز اسمه خصوصاً أثناء حرب أكتوبر حيث لُحن له بليغ حمدي عدة أغاني مثل «على الربابة» (لوردة الجزائرية) و«بسم الله... الله أكبر»، و«يا أم الصابرين» (لشادية). بدأت محطة هامة في حياته حين تعرف على المطرب محمد منير وبدأ معه مشوار دام حوالي 10 سنوات. وكان التحدي الذي واجه عبد الرحيم هو كتابة أغاني رومانسية، فقد قدم الأغنية بشكل جديد وبمفردات جديدة تماماً على الأغنية الرومانسية السائدة وقتها، في أغانِ مثل (في عنيكِ) و (يا صبية). وبدأ كتابة أول ألبومات منير بعنوان «علموني عنيكِ». ووقتها تعرف على الملحن النوبي أحمد منيب والملحن والموزع هاني شنودة.
تعتبر أول الثمانينات الفترة الأهم والأشهر في حياة عبد الرحيم منصور حيث كتب لمحمد منير أغاني ألبومي «شبابيك» و«اتكلمي». كما وضع سيناريو وحوار وأشعار فيلم «الزمار» للمخرج عاطف الطيب وكتب كلمات ألبوم «حظوظ» للمطرب الشعبي كتكوت الأمير وكتب أول أغاني المطربين عمرو دياب وعلي الحجار ومدحت صالح ومحمد ثروت ووليد توفيق.

## قصائد غنائية
| المغني          | الأغاني |
| --------------- | --- |
| وردة            | ابعد يا ليل، إبكى يا سما، اسم الله، اسمعني يا قمر، الدار المهجور، الراية العربية، الصابرين، أنا عينى بتعشق فيك، أوصيك يا بحر الهوى، بكره يا حبيبى، تسلم إيدك يا غريب، جايز يا غريب، حبايبنا جم بالسلامة، حلمت، خناه.. إحنا.. خناه، زمان أنا من زمان، سفر، سكة واحدة، ياعم يا صياد انتا من هنا، ياللى عيونك ملتقى، سلام ع الناس الحلوين، ع الربابة، فراق غزالى، قالوا جى تانى، لو سألوك، ناوى ع البعاد                                                       |
| محمد منير       | اتكلمى، أشكى لمين، افتح قلبك، أكلم القمر، الحقيقة والميلاد، الحياة للحياة، الرزق على الله، الكون كله بيدور، أمانه يا بحر، برئ، بنتولد، أمانه يا بحر، حاضر يا زهر، حدوتة مصرية، دنيا رايحة، دور ع الناس، هون يا ليل، هيلا هيلا، يا أماه، يا عذاب النفس، يا ليله عودي تاني، شجر الليمون، شمس المغيب، ضل الطريق، في عنيكي، فين الحقيقة يا خال، قمر الرحيل، قول للغريب، يا صبية، ع المدينة، عروسة النيل، عطشان، علموني عنيكي، عنيكى تحت القمر، مدى أيدك، مزامير |
| عفاف راضي       | الفرصة جاية، المواني، المواويل، أم الشهيد، بالأحضان خدينا، تساهيل، تعالى جنبى، جرحتنى عيونه السودا، دورى بينا، يمكن على باله، يا حمام السلام، عشاق الليل، عطاشى، غنوة حب عربية، قضينا الليالى، لمين يا قمر، ليالى المسا |
| نجاة الصغيرة    | أنا بعشق البحر، حلاوة الحب، سكة العاشقين، يوم الهنا، يوم ميلادي، ع الغربة، غنوة حب، في حضنك يا مصر أغمض وأنام، بحلم معاك |
| أحمد منيب       | اتمايلى، ربك هوا العالم، يا وعدى ع الأيام، يا عشرة تهونى ليه، ماشي غريب، مال المقادير، ماليش طريق يحس بيا |
| سميرة سعيد      | ادخلوها سالمين، ألا أنا، ليالي الأنس، توهة حبك يا حبيبى توهة، من الشجر يسافر الورد |
| كتكوت الأمير    | المواويل، بتقول يا بكره، حظوظ، لفيت كتير، مشى الحصى، مال المقادير، ماليش طريق يحس بيا |
| علي الحجار      | طاب العنب، طب قولى لما إنت ناوي ع السفر، على قد ما حبينا، أحبابنا من عشمهم |
| فايزة أحمد      | حبيبي يا متغرب، بحلم معاك، يا طير الشوق، فين حبيبي |
| عبد الحليم حافظ | قومي يا مصر، مصر يا بلادي |
| محمد نوح        | أشبهك بأيه، آه يا ليالي، نرضى منرضاشى |
| مدحت صالح       | أكيد، ياما قالوا، عيونك الرحيل |
| شادية           | الأولة مصر، أمي، إن كنت ليا وأنا ليك، عبرنا الهزيمة |
| محمد حمام       | البحر إسكندراني، المفارق، دورى دورى، قطر السفر |
| عماد عبد الحليم | البشر ألوان |
| عايدة الشاعر    | أنا أحبك، جابلك إيه يا صبية، مايهنش عليا |
| لبلبة           | أنا زهرة برية |
| وليد توفيق      | إنزل يا جميل في الساحة |
| محمد ثروت       | أهلا بقمرنا |
| سوزان عطية      | تتاقل بالمال يا حبيبى |
| هاني شاكر       | تسلملى عينيك الحلوين |
| محمد رشدي       | تغريبة، يا حمامي، لو عديت، ما ع العاشق ملام |
| ميادة الحناوي   | حبينا واتحبينا |
| شريفة فاضل      | ياللى بتلوم عليا |
| محمد قنديل      | يا معداوية |
| سعاد محمد       | شادد رحالك |
| أنغام           | يا عينى ع الصدف |
| أماني جادو      | يا عينى سلم |
| سميرة سعيد      | صعيدي ولا بحري |
| عبد الله بالخير | على هواه، غريب غريب |
| عمرو دياب       | أيش حال الشجرة، نور يا ليل، يا طريق يا طريق، قلوع |
| المجموعة        | بسم الله.. الله أكبر، يا سمرة يا حر الصيف |

## وصلات خارجية
- موقع الشاعر عبد الرحيم منصور
- عبد الرحيم منصور من موقع السينما.كوم]
- حكاية أغنية: 'بسم الله' من هتافات الجنود إلي عمال ماسبيرو، جريدة الأهرام، 31 أغسطس 2013.
- قصة أغنية «وأنا على الربابة بغني»:«اصحى يا عبد الرحيم مصر عبرت»، موقع صدى البلاد، 6 أكتوبر 2017.